# Kiehnwerder (Insel)
Kiehnwerder ist eine Insel im Ortsteil Kirchmöser der deutschen Stadt Brandenburg an der Havel. Sie trennt den Breitlingsee im Osten vom Möserschen See im Westen. In ihrer Form nähert sich Kiehnwerder einem nach Süden schmaler werdenden Dreieck an mit einer sich im Norden anschließenden schmalen Landzunge. Die Insel ist überwiegend bewaldet. Es sind mehrere Campingplätze eingerichtet.
Die Insel gehört teilweise zum Landschaftsschutzgebiet Brandenburger Wald- und Seengebiet.
Die Insel erreicht eine Höhe von 38 Metern über NHN und überragt so den Seespiegel um 10 Meter.